# Campos Gerais
Campos Gerais é um município brasileiro do estado de Minas Gerais. Sua população recenseada em 2022 era de 26 105 habitantes. Fica a 325 km de Belo Horizonte.

## História
Em 1827, Tomé Soares de Oliveira, Francisco Graciano Macedo, Simão Martins Ferreira e outros membros das famílias Soares e Martins, proprietários de duas fazendas na região, iniciaram a fundação do povoado, denominado Carmo do Campo Grande.
A evolução da localidade ocorreu após a doação, pelas duas famílias, de 50 alqueires de terras, às margens do Córrego da Divisa, para formação do patrimônio da igreja, ali construída, em meados de 1832, dedicada a Nossa Senhora do Carmo, padroeira da povoação. O lugar passou a ser chamado “Divisa Velha”, nome que o distinguia do município de Divisa Nova.
Em 1860, José Silveira de Oliveira, descendente dos fundadores, com apoio do povo, construiu uma notável capela para a época, depois substituída, com a contribuição de Antônio Joaquim Pereira, pela atual igreja do Rosário.
A agricultura e a pecuária contribuíram decisivamente para o desenvolvimento de Campos Gerais. O topônimo, adotado a partir de 1901, foi uma sugestão do então senador Josino de Paula Brito, por refletir os extensos e férteis campos do município.

## Economia
A principal fonte de renda do município é a agropecuária, com destaque para a produção de café, sendo um dos grandes produtores estaduais. A cidade possui uma importante cooperativa para os produtores de café da região,a COOPERCAM, tendo também na cidade a COOXUPÉ. É também um dos principais produtores de feijão, milho e batata.

## Turismo
A cidade conta com vários atrativos turísticos tais como:
- Serra do Paraíso com suas cachoeiras e o Cristo Redentor (com 32,0 metros).
- Matriz Nossa Senhora do Carmo, construída entre os anos de 1940 e 1951 tem estilo neogótico, tendo sido inspirada na Catedral de Burgos na Espanha. 
- Parque Aquático Vale dos Ipês, 
- Ponte das Amoras, elo de ligação entre Campos Gerais e Alfenas com 989 metros, ideal para esportes aquáticos, prática da pesca e belo mirante do "Mar de Minas" (a represa de Furnas que banha grande parte do município).

## Educação
Campos Gerais conta com mais de 30 escolas de ensino básico e fundamental.
A Escola Estadual Monsenhor Teófilo Sáez atualmente oferece o Ensino Fundamental II, abrangendo do sexto ao nono ano, bem como o Novo Ensino Médio em regime de Tempo Integral. Por sua vez, a Escola Estadual Professor Eduardo Daniel Ferreira Dias disponibiliza o Novo Ensino Médio regular nos períodos matutino, vespertino e noturno, além da Educação de Jovens e Adultos (EJA).
No ensino superior, possui uma faculdade particular, a FACICA, que oferece cursos de Farmácia, Enfermagem, Biologia, Pedagogia, Administração, Agronomia, Nutrição, Direito e Medicina Veterinária. Faz parte ainda do ensino superior na cidade a Universidade Aberta do Brasil (UAB), que tem a regional Sul de Minas em Campos Gerais[carece de fontes?], oferecendo vários cursos com o apoio de algumas das mais renomadas universidades federais, como UFLA, UFMG, UFSJ e UNIFAL.